# Johann Rudolf Wetter

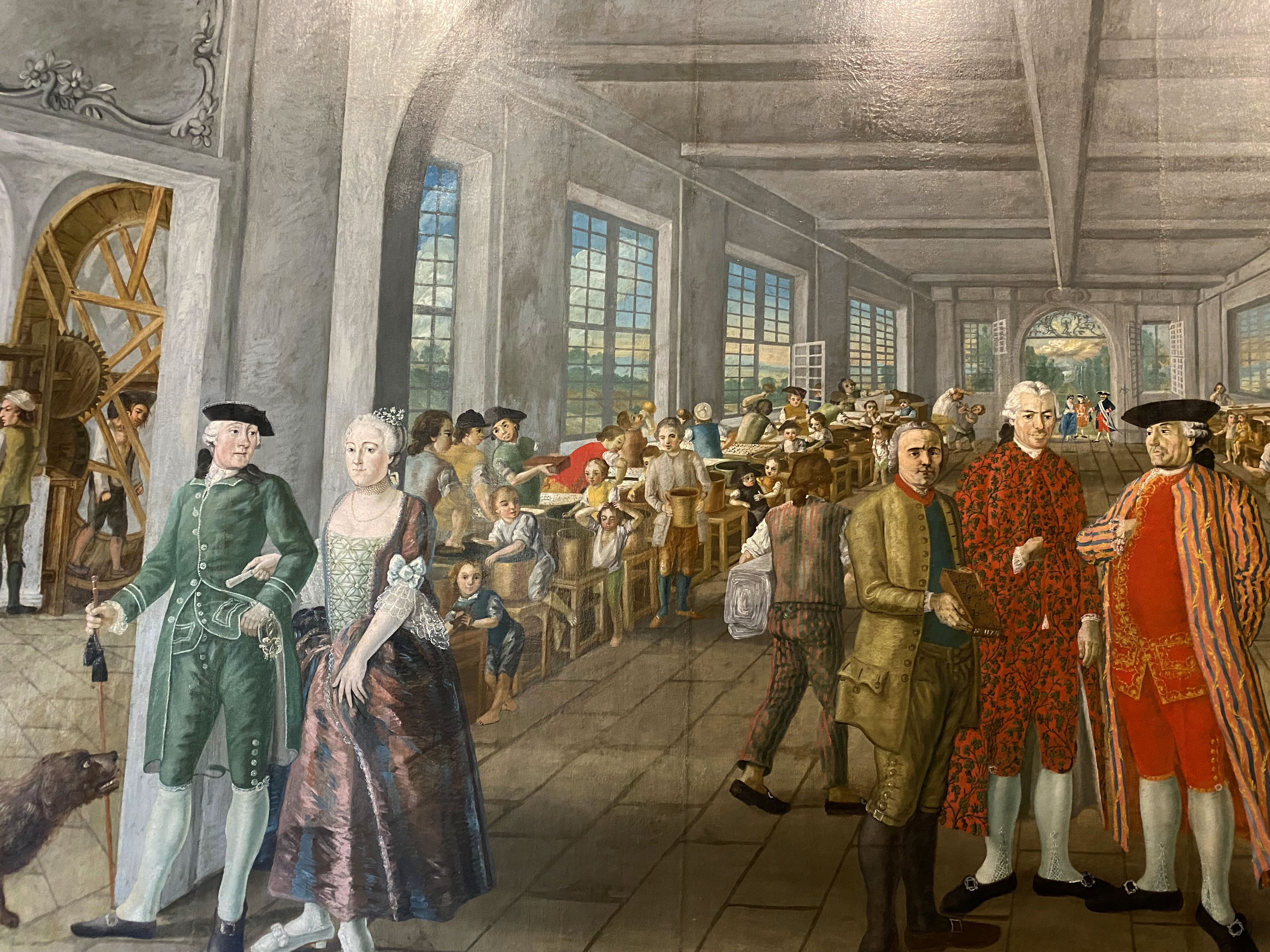
Joseph Gabriel Maria Rossetti, La Fabrique des frères Wetter (détail), Orange, 1764. Musée d’art et d’histoire, Orange.

Johann Rudolf Wetter est un industriel suisse né à Hérisau le 8 novembre 1705, et mort, probablement à Orange, après 1767, qui implante dans le sud de la France les techniques d'impression sur coton pour fabriquer des textiles. C'est un personnage important de l'histoire des indiennes de coton en Europe.
Commissaire d'une maison toilière d'Herisau, il obtient en 1744 le privilège d'établir à Marseille une manufacture d'indiennes, à condition de ne les vendre qu'à l'étranger. L'atelier de Jean-Rodolphe Wetter, à Saint-Marcel, compte 700 ouvriers qui s'affairent autour de 36 tables à imprimer. Les dessinateurs viennent de l'Académie de Peinture de Marseille et apportent créativité et professionnalisme. En 1755, il fait faillite sans doute à la suite de sècheresse car l'indiennage est grand consommateur d'eau. 
Ne renonçant pas, il s'installe en 1757 à Orange, où en 1762 sa manufacture produit 17.453 pièces et emploie 500 ouvriers dont 85 imprimeurs, 85 tireurs, 94 hommes de prés, 196 pinçoteuses, 4 dessinateurs, 14 graveurs, 9 employés aux calandres, 12 lisseurs, 6 foulons. Il exporte vers l'Espagne, le Portugal et convainc les pays du Nord de l'Europe d'employer les toiles peintes pour la décoration murale. 